# Linci
Linci, česky také Lince, ukrajinsky Лінці, maďarsky Unggesztenyés, jsou částí obce Kybljary, v územní komunitě Seredné, v okrese Užhorod v Zakarpatské oblasti Ukrajiny. V roce 2025 zde žilo 784 obyvatel.

## Historie
Do uzavření Trianonské smlouvy byla ves součástí Uherska, poté byla součástí Československa. Během druhé světové války, v období let 1939 až 1944, byla okupována Maďarskem. Od roku 1945 byla součástí Ukrajinské sovětské socialistické republiky, která byla součástí Sovětského svazu; nakonec od roku 1991 je součástí samostatné Ukrajiny.